# Howard Webb
Howard Melton Webb (Rotherham, 14 luglio 1971) è un ex arbitro di calcio inglese.
Ha diretto la finale di Champions League 2009/10 tra Inter e Bayern Monaco e la finale dei mondiali Sudafrica 2010 disputata tra Olanda e Spagna, mentre nel gennaio 2011 è stato nominato Arbitro dell'anno IFFHS. Ha nuovamente ottenuto questo riconoscimento nel gennaio 2014 (valido per l'annata 2013), bissando dunque il precedente successo, pur non avendo diretto in quest'ultima fattispecie finali di competizioni FIFA e UEFA.
Per tali ragioni era da molti considerato uno dei migliori arbitri di calcio al mondo. Il 6 agosto 2014 ha annunciato il suo ritiro dopo 25 anni di carriera.

## Biografia
Comincia la carriera arbitrale nel 1989 e fa il suo esordio in Premier League il 18 ottobre 2003 dirigendo la partita tra Fulham e Wolverhampton Wanderers che finisce 0 a 0. Nel 2005 diventa arbitro internazionale, esordendo nell'amichevole tra Irlanda del Nord e Portogallo.
Il 26 settembre 2006 esordisce nella fase a gironi della Champions League arbitrando la partita tra Steaua Bucarest e Lione.
In patria viene considerato uno degli arbitri migliori tanto che gli vengono affidate numerose finali tra cui la Community Shield 2005, Carling Cup 2007 e la FA Cup 2009.
A fine 2011 ha diretto 217 gare in Premier League.
Viene convocato per gli Europei Under 21 del 2006 dove dirige tra le altre anche la semifinale tra Ucraina e Serbia e Montenegro.
È tra gli arbitri scelti per il mondiale Under 20 del 2007 che si tiene in Canada dove arbitra alcune partite dei gironi, un quarto e una semifinale.
Nel dicembre 2007 viene convocato per gli Europei 2008 in coppia con Darren Cann e Mike Mullarkey (assistenti) e in questa occasione dirige le partite Austria-Polonia e Grecia-Spagna.
In seguito alla prima partita viene fatto oggetto di minacce di morte da parte di tifosi polacchi e dallo stesso primo ministro polacco Donald Tusk.
Il 19 giugno la UEFA conferma che non è tra gli arbitri selezionati per le fasi ad eliminazione diretta.
Nell'estate del 2009 prende parte alla Confederation Cup dove arbitra Brasile-Egitto e Iraq-Nuova Zelanda.
Viene convocato per i Mondiali Under 17 2009 in Nigeria dove arbitra 4 partite tra cui un quarto di finale.
In occasione della Champions League 2009/10 viene incaricato di dirigere la finale tra Inter e Bayern Monaco.
Fa il suo esordio ai mondiali nell'edizione del 2010 in Sudafrica in Sudafrica, dove nella fase a gironi dirige Spagna-Svizzera, valida per la prima giornata del gruppo H, Slovacchia-Italia, valida per la terza giornata del gruppo F. Viene quindi scelto per l'ottavo di finale Brasile-Cile.
Risulta tra gli arbitri più in forma della manifestazione e per questo gli viene affidata la finale dell'11 luglio a Johannesburg tra Paesi Bassi e Spagna, il cui esito va a favore di quest'ultima. È stato criticato nel dopo gara per aver ammonito e non espulso, nel primo tempo, gli olandesi de Jong e van Bommel dopo due entrate pericolose.
Nel novembre 2011 è designato per dirigere una delle partite di andata degli spareggi per l'accesso a Euro2012. Gli viene assegnato il match tra Bosnia e Portogallo.
Poco dopo, nel dicembre 2011 viene selezionato ufficialmente per tale competizione.
Nel torneo in Polonia ed Ucraina dirige dapprima due partite della fase a gironi: Russia-Repubblica Ceca e Italia-Croazia; quindi successivamente la prima partita dei quarti di finale tra Repubblica Ceca e Portogallo.
Nel giugno del 2013 è selezionato dalla FIFA per la Confederations Cup in Brasile, manifestazione in cui aveva esordito nell'edizione del 2009. Nell'occasione viene designato per una partita della fase a gironi e per la semifinale tra Spagna ed Italia.
Nella fase a gironi arbitra Porto-Atlético Madrid, Juventus e Real Madrid e Milan-Ajax. Negli ottavi di finale dirige l'incontro di andata tra Schalke 04 e Real Madrid.
Nell'aprile 2014, viene designato per dirigere il derby spagnolo tra Atlético Madrid e Barcellona valevole per il quarto di finale di andata della UEFA Champions League 2013-2014. Nello stesso mese dirige anche la semifinale di andata tra Real Madrid e Bayern Monaco.
Il 18 marzo 2014 viene designato dall'UEFA per arbitrare il ritorno del derby italiano, ottavo di finale dell'Europa League tra Fiorentina e Juventus ricevendo, come da lui stesso dichiarato, applausi da parte del pubblico di casa, durante il prepartita.
Nell'aprile 2012 viene inserito dalla FIFA in una lista di 52 arbitri preselezionati per i Mondiali 2014. Nel novembre 2013 viene designato dalla commissione arbitrale FIFA per dirigere il ritorno di Svezia-Portogallo, uno degli spareggi UEFA per l'accesso ai mondiali di Brasile 2014.
Il 15 gennaio 2014 viene selezionato ufficialmente per i Mondiali 2014 in Brasile. Si tratta della seconda partecipazione di fila per il fischietto inglese, al quale vengono affidate Colombia-Costa d'Avorio della fase a gironi e l'ottavo di finale tra i padroni di casa del Brasile e Cile.
Nell'agosto del 2014 si apprende del suo ritiro e della sua nomina a direttore tecnico degli arbitri di Premier League.

## Nei media
È presente nel film Goal! durante la partita Newcastle-Liverpool 3-2, decisa (nel film) dal terzo gol del protagonista del film Santiago Muñez per il Newcastle; è tra gli arbitri protagonisti di Kill the Referee girato durante gli Europei 2008. Il titolo del film nasce proprio dalle minacce di morte ricevute dopo aver arbitrato Austria-Polonia.